# Winthrop Smith Sterling
Winthrop Smith Sterling (Cincinnati, Ohio, 28 de novembre de 1858 - 16 de setembre de 1943) fou un compositor i director d'orquestra estatunidenc.
Estudià en el Col·legi de Música de Cincinnati i després en el Conservatori de Leipzig. Després fou organista a Chicago, Buffalo i Saint Louis, havent, a més, donat concerts als Estats Units i Anglaterra. El 1903 fundà el Col·legi Metropolità de Música de Cincinnati.
Va compondre nombroses melodies vocals; peces per a orgue i piano; suite i obertures per a orquestra; antífones i altres obres religioses: A més, se li deu: General Education in Music: Resonance of the Human Voice, etc.